# Rotterdam Open 1987
Il Rotterdam Open 1987, conosciuto anche con il nome di ABN AMRO World Tennis Tournament 1987 per motivi di sponsorizzazione, è stato un torneo di tennis giocato sul sintetico indoor. È stata la 14ª edizione del Rotterdam Open e fa parte del Nabisco Grand Prix 1987. Si è giocato all'Ahoy Rotterdam indoor sporting arena di Rotterdam in Olanda Meridionale, dal 16 al 22 marzo 1987.

## Campioni

### Singolare
Stefan Edberg ha battuto in finale  John McEnroe con il punteggio di 3–6, 6–3, 6–1

### Doppio
Stefan Edberg /  Anders Järryd hanno battuto in finale  Chip Hooper /  Mike Leach con il punteggio di 3–6, 6–3, 6–4